# Back Off Boogaloo
«Back Off Boogaloo» es una canción del músico británico Ringo Starr, publicada como sencillo en marzo de 1972. Producida por George Harrison, antiguo compañero de The Beatles, la grabación de «Back Off Boogaloo» tuvo lugar en Londres poco después de aparecer en The Concert for Bangladesh, un concierto benéfico organizado por Harrison en agosto de 1971. El sencillo sirvió de sucesor a «It Don't Come Easy» y continuó su exitosa carrera como solista al llegar el puesto dos en las listas de éxitos británicas –su posición más alta en su país natal– y al nueve en la estadounidense Billboard Hot 100.
El título de la canción fue inspirado por el cantante inglés Marc Bolan. Algunos biógrafos sugirieron que la letra estaba dirigida a Paul McCartney, como refjelo del desdén de Starr hacia la música que su excompañero de grupo estaba haciendo en solitario. «Back Off Boogaloo» demuestra también la influencia del glam rock en Starr, quien dirigió un documental, Born to Boogie, sobre la banda de Bolan, T. Rex, en la época. La canción cuenta con una prominente guitarra slide tocada por Harrison y contribuciones de Gary Wright y Klaus Voormann.
Starr regrabó «Back Off Boogaloo» para su álbum Stop and Smell the Roses en 1981, en colaboración con el cantante Harry Nilsson, e incorporando letras de canciones de The Beatles como «With a Little Help from My Friends», «Good Day Sunshine» y «Baby, You're a Rich Man». La versión original apareció también en los recopilatorios Blast From Your Past y Photograph: The Very Best of Ringo, y como tema extra en la reedición en CD de Goodnight Vienna. Desde su regreso a las giras en 1989, Starr ha interpretado «Back Off Boogaloo» con frecuencia en diversas encarnaciones de su All-Starr Band.

## Composición
Ringo Starr identificó a Marc Bolan, cantante y guitarrista de la banda de glam rock T. Rex, como su principal inspiración para escribir «Back Off Boogaloo». En una entrevista a Paul Du Nover, editor de la revista Mojo, Starr describió a Bolan como «un buen amigo que solía venir a la oficina cuando estaba en Apple Films, una gran oficina en la ciudad, y frecuentada por Harry Nilsson, Keith Moon y yo». Durante una cena en la casa de Starr, Bolan usó la palabra «boogaloo» tan a menudo que se le metió en la mente a Ringo, después de lo cual el ritmo y la melodía de la canción surgieron durante la noche. Cuando habló sobre la canción en VH1 Storytellers en 1998, Starr explicó: «[Bolan] era un hombre lleno de energía. Solía decir: "Back off boogaloo ... ooh you, boogaloo". "¿Quieres más patatas?". "Ooh you, boogaloo!"». Starr también recordó haber quitado las pilas a los juguetes de sus hijos esa noche para alimentar de corriente una grabadora y grabar la nueva canción.
La letra del puente surgió mientras Starr veía The Big Match, un programa sobre fútbol en London Weekend Television. El presentador, Jimmy Hill, solía referirse al juego de los jugadores como «tasty», una palabra que Starr incorporó a la letra:

Get yourself together now 
 And give me something tasty 
 Everything you try to do 
 You know it sure sounds wasted.
Reúnanse juntos ahora 
Y dame algo rico 
 Todo lo que intentas hacer 
 Sabes que suena desperdiciado.

Algunos biógrafos interpretaron la canción, y en particular la estrofa anterior, como un ataque de Starr a Paul McCartney, excompañero de The Beatles. Starr negó esa interpretación, y en su lugar ha dicho que «la canción está inspirada por Bolan y nada más», según escribió el biógrafo Robert Rodríguez. Starr había criticado públicamente los primeros trabajos de McCartney en solitario, McCartney y Ram, y el autor Bruce Spizer parafraseó el mensaje en el puente de «Back Off Boogaloo» como «una súplica a Paul para que produjese mejor música». Rodríguez sugirió también que el verso «You know it sure sounds wasted» podría ser también una referencia a los excesos de McCartney con el cannabis. Otro ejemplo de un supuesto mensaje contra McCartney lo sitúa en la primera estrofa:

Wake up, meathead 
 Don't pretend that you are dead 
 Get yourself up off the cart.
Despierta, cabeza de carne 
 No pretendas estar muerto 
 Sal del carrito.

Los mismos comentaristas sugieren que Starr podría referirse a la teoría sobre la muerte de Paul. El último rumor que circuló sobre la teoría mientras McCartney vivía en su granja de Escocia, desconosolado después de que John Lennon le dijese que quería «divorciarse» de The Beatles. Además de estos supuestos mensajes en «Back Off Boogaloo», otros escritores vieron en el título una reprimenda de Starr a McCartney por abandonar su posición legal contra los Beatles y Apple Corps, que se inició en la sindicatura en marzo de 1971 después de que el Tribunal Superior de Justicia fallase a favor de McCartney.
El autor Keith Badman escribió que «Boogaloo» había «sido citado siempre como un apodo de Paul» entre sus excompañeros de grupo. Si bien reconoce que en sucesivos años minimizó cualquier mal sentimiento hacia McCartney, Rodríguez también señaló que la letra «encajaba perfectamente en la mentalidad "nosotros contra Paul" tras la separación de The Beatles», en la medida que «Back Off Boogaloo» era «tan condenatoria como "Early 1970" había sido conciliadora». Cuando adaptó su canción «I'm the Greatest» para que Starr la grabase en el álbum Ringo, Lennon referenció la canción en los versos: «Now I'm only thirty-two, and all I want to do is boogaloo».
Aunque, en palabras de Alan Clayson, «los seguidores de T Rex afirmaron que Bolan había actuado como escritor fantasma de "Back Off Boogaloo"», Starr reconoció más tarde que fue Harrison quien coescribió la canción, añadiendo algunos acordes y terminando la melodía. Al igual que en «It Don't Come Easy», Harrison no fue acreditado por sus contribuciones. Starr ofreció originalmente «Back Off Boogaloo» a Cilla Black para que la grabase, si bien la cantante se negó con la esperanza de grabar otra canción, «Photograph», también escrita entre Starr y Harrison.

## Grabación
Ringo Starr grabó «Back Off Boogaloo» en septiembre de 1971, después de aparecer en The Concert for Bangladesh, un concierto benéfico organizado por George Harrison en Nueva York. La sesión tuvo lugar en los Apple Studios de Londres con Harrison como productor, al igual que en «It Don't Come Easy». La grabación reflejó la influencia del glam rock en Starr a través de lo que los autores Chip Madinger y Mark Easter llamaron «su gran sonido de batería y su naturaleza repetitiva», con el apoyo de Harrison (guitarra), Gary Wright (piano) y Klaus Voormann (bajo y saxofón).
Rodríguez describió el «sonido marcial del comienzo» como «un escaparate de su propia forma de tocar la batería», mientras que Simon Leng, biógrafo de Harrison, escribió sobre «una serie de pausas de guitarra slide de Harrison que traen a la mente a Duane Allman». Nuevas grabaciones fueron realizadas por tres coristas lideradas por la cantante Madeline Bell.
Como cara B, Starr había compuesto y grabado «Blindman», una canción temática para la película homónima dirigida por Ferdinando Baldi y en la que actuó el músico. Starr produjo la canción con Voormann en los mismos estudios entre el 18 y el 19 de agosto, con la ayuda de Pete Ham, guitarrista de Badfinger. Al igual que la película, la canción fue criticada por la prensa, con Spizer describiéndola como un «canto fangoso poco recomendable».

## Publicación
Apple Records publicó el sencillo el 17 de marzo de 1972 en Gran Bretaña y tres días después en los Estados Unidos. Durante este periodo, la prioridad de Starr se había centrado en su carrera cinematográfica, participando en películas como 200 Motels y Blindman. Alineándose con el movimiento del glam rock británico, Starr hizo su debut como director en el documental Born to Boogie, una película protagonizada por Bolan que incluyó material rodado en un concierto de T. Rex en el Wembley Arena el 18 de marzo. Con «Back Off Boogaloo», Bob Woffinden, crítico de NME, señaló el éxito de Starr al establecerse en los dos años transcurridos desde la separación de The Beatles, y escribió que el sencillo «confirma que él y Harrison, ambos caballos oscuros, eran los que habían manejado sus carreras en solitario con más determinación e inteligencia», en comparación con John Lennon y Paul McCartney.
«Back Off Boogaloo» obtuvo un notable éxito comercial al llegar al puesto nueve en la lista estadounidense Billboard Hot 100 y logró la mejor posición en su país natal al llegar al segundo puesto de la lista UK Singles Chart. Un videoclip promocional fue rodado el 20 de marzo en Tittenhurst Park, una casa que Starr acabó por comprarle a Lennon. El video, que muestra a Starr caminando al aire libre y seguido de un monstruo semejante a Frankenstein, fue dirigido por Tom Taylor y financiado por Caravel Films. Un monstruo similar apareció en la portada del sencillo sosteniendo un cigarrillo.
Tras su publicación, Chris Welch escribió en Melody Maker: «Un éxito número uno del maestro de las baterías podría estar en las tiendas. Hay un toque de Marc Bolan en esta excursión rítmica altamente disfrutable... Es hipnótica y efectiva, ideal para jukeboxes y responsable de hacernos locos al final de la semana». Woffinden describió el sencillo como «igual de exuberante» que «It Don't Come Easy», aunque «ligeramente inferior», mientras que Mike DeGagne de Allmusic la vio como una canción donde «brilla el espíritu jovial de Ringo». En un artículo para NME, Charles Shaar Murray destacó «Back Off Boogaloo» como una «gran sintonía para radios y jukeboxes».
«Back Off Boogaloo» fue incluida en el recopilatorio Blast From Your Past y como tema extra en la reedición en CD de Goodnight Vienna. La canción también apareció en el recopilatorio Photograph: The Very Best of Ringo, cuya edición de coleccionista incluyó también el videoclip.

## Versión deStop and Smell the Roses
Starr regrabó «Back Off Boogaloo» para su álbum de 1981 Stop and Smell the Roses. La canción fue producida por Harry Nilsson, amigo de Starr, e incluyó un nuevo arreglo realizado por Van Dyke Parks. Similar a la versión de The Beatles «You Can't Do That» realizada por Nilsson, la nueva versión incorporó letras de varias canciones del grupo – en este caso, de «With a Little Help from My Friends», «Help!», «Lady Madonna», «Good Day Sunshine» y «Baby, You're a Rich Man». En otra referencias a su pasado, la versión de 1981 abre con el mismo riff de guitarra de «It Don't Come Easy» grabado diez años antes.
Starr grabó la pista básica en los Evergreen Recording Studios de Los Ángeles el 4 de noviembre de 1980, con grabaciones adicionales los días 1 y 5 de diciembre en los Compass Point Studios de Nasáu. Entre el gran elenco de músicos que apoyó a Ringo en la grabación se incluyó a Jim Keltner (batería), Jane Getz (piano), Dennis Budimir y Richie Zito (guitarras), así como una sección de vientos liderada por el saxofonista Jerry Jumonville.
Starr grabó su voz el 4 de diciembre , cuatro días antes del asesinato de John Lennon, quien iba a ayudar a Ringo en el álbum en enero de 1981. En contraste con su éxito como artista en solitario entre 1971 y 1973, el álbum continuó una larga racha de fracasos comerciales que el músico inauguró en 1976. Rodríguez escribió que «la mayoría de la gente o bien ama o bien odia la remodelación de "Back Off Boogaloo"».

## Personal
- Ringo Starr: voz, batería, percusión y coros
- George Harrison: guitarra acústica y guitarra slide
- Gary Wright: piano
- Klaus Voormann: bajo y saxofón
- Madeline Bell, Lesley Duncan, Jean Gilbert: coros

## Posición en listas
| País           | Lista                              | Posición |
| -------------- | ---------------------------------- | -------- |
| Alemania       | Media Control Singles Chart        | 12       |
| Australia      | Kent Music Report                  | 11       |
| Bélgica        | Ultratop Singles Chart             | 23       |
| Canadá         | RPM 100 Singles Chart              | 2        |
| Estados Unidos | Billboard Hot 100                  | 9        |
| Japón          | Oricon Singles Chart               | 58       |
| Nueva Zelanda  | New Zealand Listener Singles Chart | 19       |
| Países Bajos   | Dutch Singles Chart                | 7        |
| Reino Unido    | UK Singles Chart                   | 2        |
| Suiza          | Swiss Singles Chart                | 8        |